# Građansko postupovno pravo
Građansko postupovno (ili procesno) pravo je sustav pravnih pravila kojima se uređuje sudsko ostvarivanje zaštite prava koja proistječu iz određenih građanskopravnih odnosa. Pravilima građanskog postupovnog prava uređuje se struktura građanskog sudskog postupka te položaj, aktivnosti i uzajamni odnosi procesnih subjekata. 
Građansko postupovno pravo se dijeli na: 
- parnično,
- izvanparnično.

## Građansko parnično postupovno pravo
Građanski parnični postupak je opća, redovna i osnovna metoda zaštite ugroženih ili povrijeđenih subjektivnih građanskih prava, a koju pružaju državni sudovi (za razliku od arbitražnog postupka gdje arbitražni sud ovlaštenje za postupanje crpi iz sporazuma stranaka o podvrgavanju svojih sporova arbitraži).

## Građansko izvanparnično postupovno pravo
Izvanparnični postupak se definira se negativno. To je svaki postupak koji nije parnični. Stoga je na zakonodavcu da propisom odredi da li će se neki postupak biti parnični ili izvanparnični.

## Poveznice
- Kazneno postupovno pravo